# Candelabrum penola
Candelabrum penola är en nässeldjursart som beskrevs av Irene Manton 1940. Candelabrum penola ingår i släktet Candelabrum och familjen Candelabridae. Inga underarter finns listade i Catalogue of Life.